# Mauro Facci
Mauro Facci (Vicenza, 11 mei 1982) is een Italiaans voormalig wielrenner.

## Belangrijkste overwinningen
2005
- 1e etappe deel B Internationale Wielerweek (ploegentijdrit)

2008
- GP Briek Schotte

## Resultaten in voornaamste wedstrijden
| Jaar | Ronde van Italië | Ronde van Frankrijk | Ronde van Spanje |
| ---- | ---------------- | ------------------- | ---------------- |
| 2005 |                  | 144e                |                  |
| 2006 |                  |                     |                  |
| 2007 | 34e              |                     |                  |
| 2008 | 115e             | opgave              |                  |
| 2009 | 108e             |                     |                  |
| 2010 | 121e             |                     |                  |

| Jaar | Milaan-San Remo | Amstel Gold Race | Luik-Bast.‑Luik | Parijs-Brussel | Waalse Pijl |
| ---- | --------------- | ---------------- | --------------- | -------------- | ----------- |
| 2005 |                 | 89e              |                 |                | 115e        |
| 2006 | 131e            | 77e              |                 |                | 135e        |
| 2007 |                 |                  |                 |                |             |
| 2008 |                 | 52e              | 64e             | 84e            |             |
| 2009 |                 |                  |                 |                |             |
| 2010 |                 |                  |                 |                |             |